# Anno Online
Anno Online là một tựa game chiến lược chơi trên trình duyệt web miễn phí của hãng Ubisoft. Đây là một spin-off của dòng game Anno. Người chơi phát triển và quản lý dãy đảo hoang sơ từ những người định cư đầu tiên cho đến các đế chế thương mại hùng hậu.
Phiên bản close beta tiếng Anh bắt đầu vào ngày 23 tháng 4 năm 2013 và phiên bản open beta bắt đầu vào ngày 14 tháng 5 năm 2013. Trạng thái beta kết thúc vào ngày 25 tháng 9 năm 2013. Trò chơi ở vào "chế độ bảo trì" bắt đầu từ tháng 9 năm 2017, có nghĩa là không có sự phát triển nào nữa hoặc các sự kiện lớn trong game. Trò chơi này chính thức đóng cửa vào ngày 31 tháng 1 năm 2018.